# Когато вадиш кестени от огъня
„Когато вадиш кестени от огъня“ е български телевизионен игрален филм (социално-психологическа драма) от 1979 година по сценарий на Кирил Войнов. Режисьор е Тодор Стоянов, а оператор – Ангел Иванов, художник е Константин Русаков.

## Актьорски състав
| Изпълнител        | Роля                                                   |
| ----------------- | ------------------------------------------------------ |
| Любомир Димитров  | следовател Тодинов                                     |
| Венцеслав Божинов | Йосиф Царев, работник от бригадата на бай Георги       |
| Михаил Петров     | следовател Делчев                                      |
| Никола Дадов      | бригадирът Георги Кумалиев, дългогодишен майстор       |
| Марин Младенов    | Симеон Ненов, работник от бригадата на бай Георги      |
| Пламен Дончев     | Синхи, чужденецът поддържащ връзка със Симеон          |
| Зинка Друмева     | Краси                                                  |
| Георги Кишкилов   | Монев, търговски директор на металургичния завод АРНКО |
| Кирил Янев        | директорът на металургичния завод АРНКО                |
| Милка Попантонова | съпругата на Монев                                     |
| Бочо Василев      |                                                        |
| Кольо Дончев      |                                                        |
| Стоил Попов       |                                                        |
| Пейчо Пеев        |                                                        |